# シャン・ノース
シャン・ノース（アイルランド語: Sean-nós）は、アイルランドの伝統的な歌唱スタイルである。このスタイルはアイルランドのゲール語と英語の両方で歌われ、特に装飾音を多用することが特徴である。現在では、特にコネマラ山地でよく聞かれているが、他の地域でも強い伝統が残っている。
シャン・ノースの最高峰のコンペティションは、エラハタス・ナ・ゲールゲ（Oireachtas na Gaeilge、毎年開催されるアイルランド語芸術の大会）で行われるオ・リアダ杯（Corn Uí Riada）である。このコンペティションでは、参加者はゆっくりとした曲と速い曲の両方を歌う必要がある。

## 歴史
「シャン・ノース」という用語は、アイルランド語の復興時に生まれた。この復興は、エラハタス・ナ・ゲールゲによって進められ、歌唱コンペティションがエラハタス・ナ・ゲールゲの一部として開始された。